# Wedderstedt
Wedderstedt is een plaats en voormalige gemeente in de Duitse deelstaat Saksen-Anhalt, en maakt deel uit van de Landkreis Harz.
Wedderstedt telt 449 inwoners.

## Bezienswaardigheden
- Dorpskerk Wedderstedt

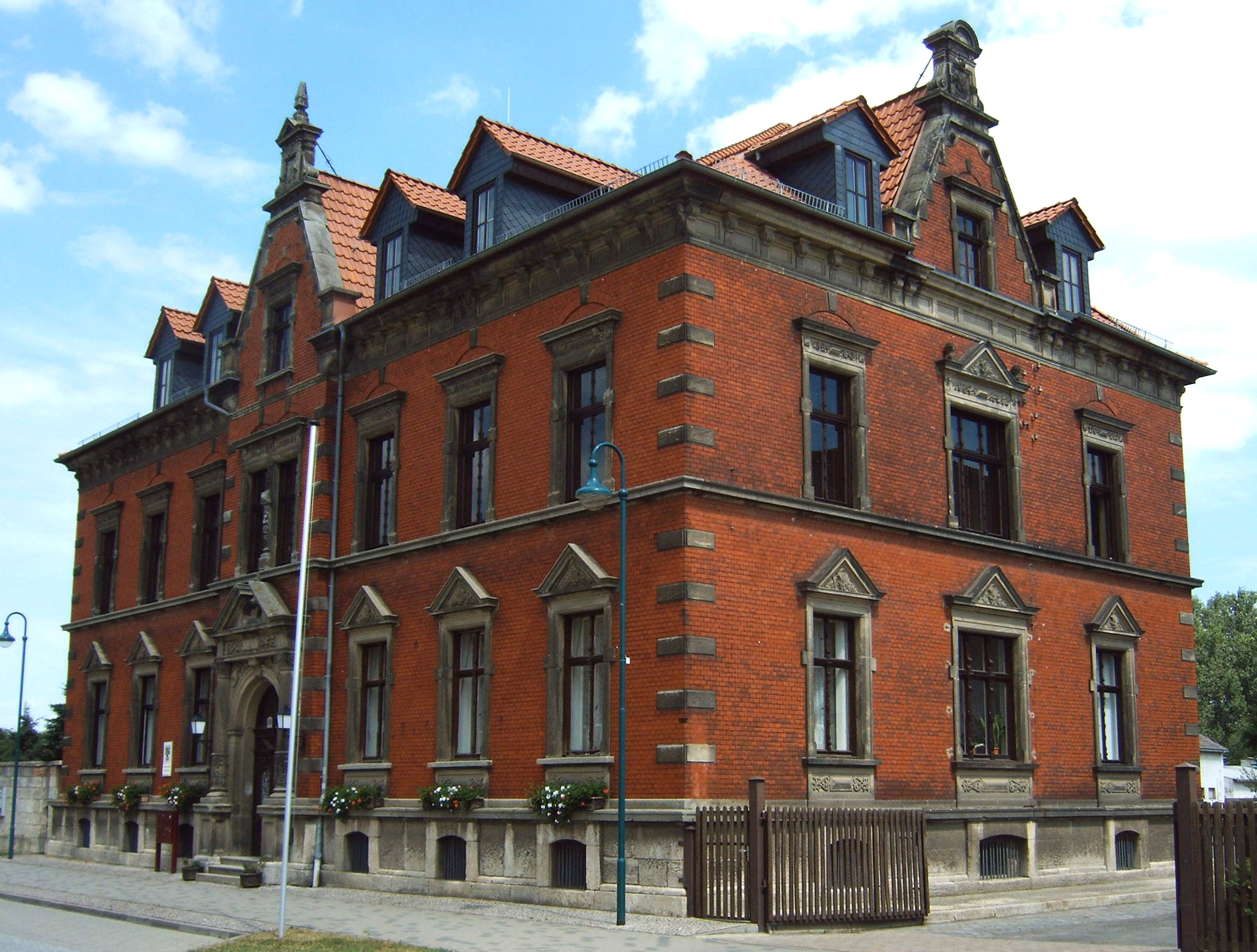
Herenhuis in Wedderstedt
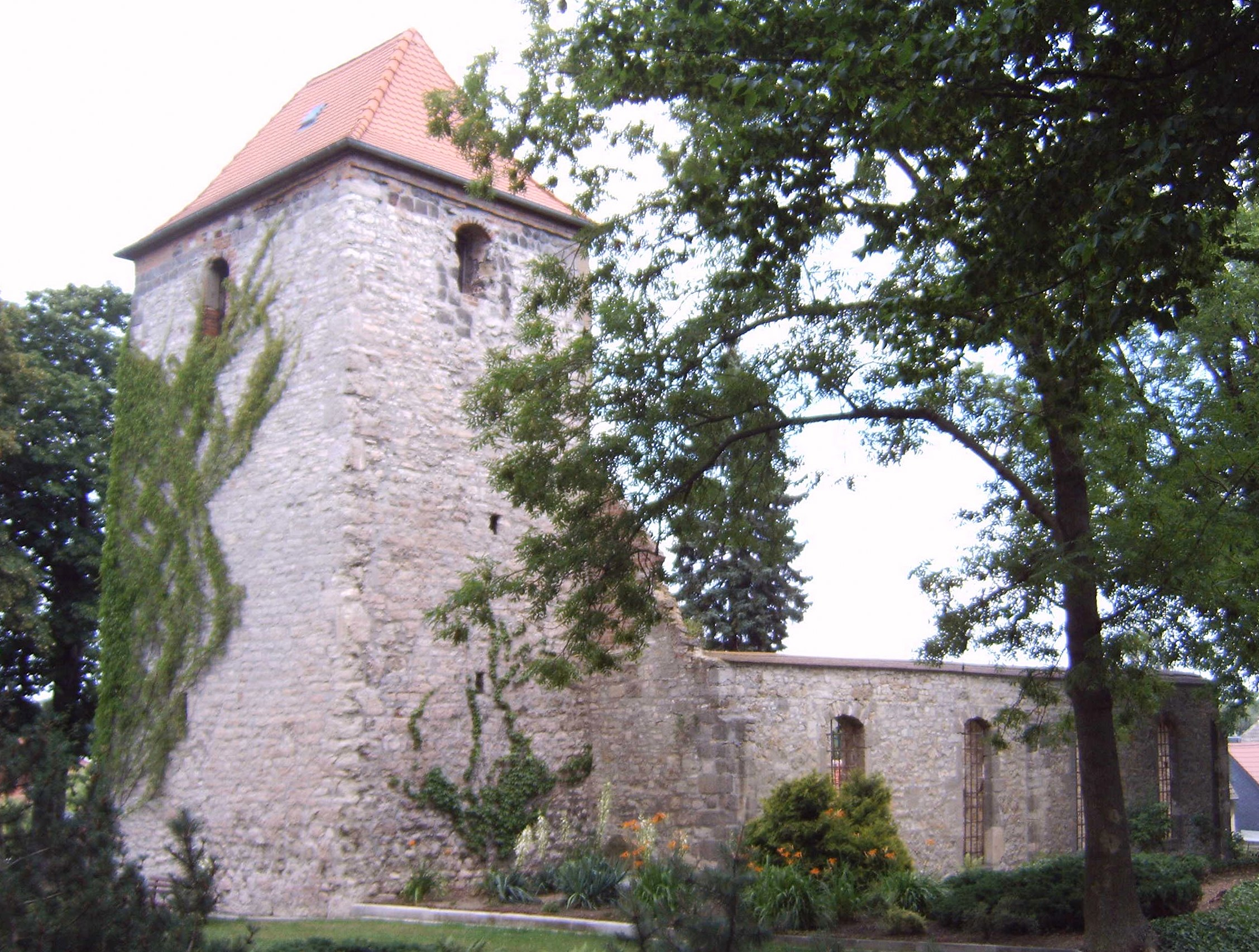
Dorpskerk